# Ädellav
Ädellav (Megalaria grossa) är en lavart som först beskrevs av Pers. ex Nyl., och fick sitt nu gällande namn av Hafellner. Ädellav ingår i släktet Megalaria och familjen Megalariaceae.  Arten är reproducerande i Sverige. Inga underarter finns listade i Catalogue of Life.